# 高野由美 (女優)
高野 由美（たかの ゆみ、1918年1月23日 - ?）は、日本の女優。本名は清水（旧姓：高野） まつ。夫は俳優の清水将夫。

## 出演作品

### 映画
- 青春のお通り 愛して泣いて突走れ!（南原菊野）
- あいつとの冒険（寿子）
- 青春のお通り（南原菊野）
- 青春前期 青い果実（千田郁子）
- 青春の裁き（古島浜枝）
- 若草物語（野沢路子）
- うず潮（大杉ふゆ）
- 帝銀事件 死刑囚（志乃）
- 人生劇場（おみね）
- 光る海（野坂里子）
- 波浮の港（トヨ）
- 風が呼んでる旋風児 銀座無頼帖（妻美津子）
- 青春を返せ（須田きぬ）
- アカシアの雨がやむとき（大石明子）
- 愛と死のかたみ（田辺千世）
- しろばんば（たね）
- 惜別の歌（神戸マキ）
- 何もかも狂ってやがる（市子）
- 君恋し（宮坂ちか）
- 人間狩り（房井松江）
- 母ぁちゃん海が知ってるよ（スエノ）
- ママ恋人がほしいの（ムコの母）
- あいつと私（浅田まさ子）
- いのちの朝（吉元純子）
- 舞妓の上京（よね）
- 胸の中の火（きみ）
- 大暴れマドロス野郎（三宅夫人）
- 美しき抵抗（ゆき子）
- 善人残酷物語（松井ツル子）
- 錆びた鎖（長岡時子）
- 竜巻小僧（和枝）
- あした晴れるか（矢巻多賀子）
- 海の情事に賭けろ（せつ）
- 地図のない町（笠間清乃）
- 雑草のような命（朝野光子）
- 無言の乱斗（しげ）
- 南国土佐を後にして（のぶ）
- 世界を賭ける恋(1959)（村岡潤子）
- 海は狂っている（牧夫の母）
- 俺は挑戦する（須貝芳江）
- 群集の中の太陽（武井由枝）
- 今日に生きる（城の母）
- 網走番外地（面接員）
- 祈るひと（佐々木教授夫人）
- 女を忘れろ（三木明子）
- 若い川の流れ（北岡かず子）
- 獣のいる街（一枝の母）
- 危険な群像（たか）
- 完全な遊戯（鉄太郎の母）
- 夜は俺のものだ（常子）
- 明日は明日の風が吹く（みつ）
- 麻薬3号（安代の女将）
- 嵐を呼ぶ男（福島愛子）
- 峠（小村てい）
- 危険な年齢（よし江）
- 殺したのは誰だ（房江）
- 今日のいのち（吉成雪子）
- 「廓」より 無法一代（キクノの母）
- 青春の抗議（茂木かね）
- 哀愁の園（信代）
- 川上哲治物語 背番号16（川上ツマ）
- 月蝕
- 飢える魂（味岡道代）
- われは海の子（スギ）
- 泣け、日本国民 最後の戦闘機（清水の叔母）
- 夜あけ朝あけ（中杉くに）
- 逆光線（石本澄江）
- 花の運河（木原のぶ）
- 姉さんのお嫁入り（吉本先生の母）
- 風船(1956)（村上房子）
- 狼（たみ）
- 東京の空の下には（三蔵の叔母）
- どぶ（よね）
- 美しい人（お千代）
- 夜明け前（お里の母）
- 母のない子と子のない母と（一郎のお母さん）
- 現代人（荻野靜）
- 原爆の子（早吉の妻・千代）
- 花荻先生と三太（三太の母）
- 限りなき情熱（お君）
- 殿様ホテル（ひろ子）
- 幸運の椅子
- 女優（戸塚京子）
- 音楽五人男（秋田露子）

### テレビドラマ
- こちら社会部（1963年、TBS）